# Il Sole 24 Ore
Il Sole 24 Ore (signifiant en français : « le Soleil, 24 heures »), fondé en 1965, est un quotidien italien d’information économique et financière, propriété du Groupe 24 ORE, qui diffuse à 330 000 exemplaires de moyenne.

## Présentation
C'est l'organe de la Confindustria. C'est le plus important quotidien économique italien. Il est né le 9 novembre 1965 de la fusion de Il Sole (1865) et de 24 Ore (1946). Il dispose de deux rédactions, l'une à Milan, l'autre à Rome.
En janvier 2007, il était diffusé à 354 341 exemplaires (+ 3,4 %), 3e quotidien généraliste italien.
Depuis mars 2011, le directeur du Sole 24 Ore est Roberto Napoletano.

## Principaux contributeurs
- Alberto Alesina
- Guido Compagna
- Stefano Folli
- Luigi Zingales